# Boeotarcha
Boeotarcha és un gènere d'arnes de la família Crambidae.

## Taxonomia
- Boeotarcha albotermina Hampson, 1913
- Boeotarcha caeruleotincta Hampson, 1918
- Boeotarcha cunealis Warren, 1892
- Boeotarcha divisa (T. P. Lucas, 1894)
- Boeotarcha martinalis (Walker, 1859)
- Boeotarcha taenialis (Snellen, 1880)